# Більше, ніж один всесвіт
«Більше, ніж один всесвіт» (англ. More Than One Universe) — збірка англомовних науково-фантастичних оповідань Артура Кларка, опублікована в 1991 році.
Оповідання спочатку з'явилися в періодичних виданнях Playboy, Vogue, Dude, Нові світи, Фентезі & Сайнс фікшн, Dundee Sunday Telegraph, Аналозі, Емейзін сторіз, Гелексі сайнс фікшн, Infinity Science Fiction, London Evening News, Startling Stories, Venture Science Fiction Magazine, If, Boys' Life, This Week, Bizarre! Mystery Magazine, Escapade, Азімовз сайнс фікшн, Естундінг, King's College Review, Dynamic Science Fiction, Вандер сторіс, Satellite, Argosy and Ten Story Fantasy, а також в антологіях Star Science Fiction Stories No.1 під редакцією Фредерика Пола Time to Come під редакцією Августа Дерлета, Infinity #2 під редакцією Роберта Госкінса та The Darthest Reaches під редакцією Джозефа Елдера.

## Зміст
Збірка «Більше, ніж один всесвіт» містить наступні оповідання:
- "Я пам'ятаю Вавилон"
- "Літній час на Ікар"
- "З колиски, безмежні орбіти ..."
- "Хто там?"
- "Ненависть"
- "У комету"
- "Мавпа про будинок"
- "Нехай буде Світло"
- "Смерть та сенатор"
- "Проблема з часом"
- "До едена"
- "Незначний випадок сонячного удару"
- "Собача зірка"
- "Дев'ять мільярдів імен Бога"
- "Біженець"
- Інший бік неба
  - "Спеціальна доставка"
  - "Пернаті друзі"
  - "Зроби глибохий вдих"
  - "Космічна свобода"
  - "Підходить, по"
  - "Поклик зірок"
- "Перевірка безпеки"
- "Ніякого ранку після"
- Виходьте на Місяць
  - "Початкова лінія"
  - "Робін Гуд, F.R.S."
  - "Зелені пальці"
  - "Все, що блищить"
  - "Дивитися на цей космос"
  - "Питання про проживання"
- "Весь час у світі"
- "Космічний Казанова"
- "Зірка"
- "Подалі від Сонця"
- "Скоротість"
- "Пісні далекої Землі"
- "Їжа богів"
- "Вир II"
- "Блискучий"
- "Вітер з Сонця"
- "Таємниця"
- "Остання команда"
- "Наберіть F для Франкенштейна"
- "Реюньйон"
- "Відтворення"
- "Світло Тьми"
- "Найдавніша науково-фантастична історія"
- "Герберт Джордж Морлі Робертс Уеллс, еск."
- "Любов до Всесвіту"
- "Хрестовий похід"
- "Нейтронний прилив"
- "Транзит Землі"
- "Зустріч з Медузою"
- "Коли прийшли Тверми"
- "Карантин"
- "Введіть G"
- "Рятувальний загін"
- "Прокляття"
- "Хованки"
- "Оволодння"
- "Перевага"
- "Прогулянка в темряві"
- "Орхідея, яка не бажає"
- "Зустріч на світанку"
- "Патент заявлений"
- "Страж"